# Timothy Gowers
William Timothy Gowers (ur. 20 listopada 1963 w Marlborough) – brytyjski matematyk, profesor Uniwersytetu Cambridge. Laureat Medalu Fieldsa (1998) i Medalu Sylvestera (2016).

## Życiorys
Ukończył Eton College, a następnie studia na Uniwersytecie Cambridge, gdzie w 1990 obronił doktorat. Wykładowca Uniwersytetu Cambridge i University College London. Członek londyńskiego Royal Society od 1999.
W 1996 otrzymał Nagrodę EMS, a w 1998 został nagrodzony Medalem Fieldsa za wyniki z pogranicza teorii przestrzeni Banacha i kombinatoryki.
W 2012 został uhonorowany Odznaką Rycerza Kawalera, co upoważnia go do dożywotnego tytułu honorowego Sir.